# 富亨巴士總站
富亨巴士總站（英文：Fu Heng Bus Terminus）是香港大埔區的一個巴士總站，位於富亨邨。

## 總站路線資料

### 九龍巴士71A線
- 富亨 ↔ 大埔墟站

於1991年4月1日投入服務，途經新興花園及廣福球場，為穿梭大埔區內的短途路線。

### 九龍巴士71B線
- 富亨 ↺ 大埔中心

於1991年6月27日投入服務，直接來往大埔中心巴士總站，為穿梭大埔區內的短途循環路線。

### 九龍巴士271、271B、271X線
271
- 大埔（富亨） ↔ 佐敦（西九龍站）

於1992年6月1日投入服務，1993年11月5日改為全日提供服務，途經富善邨、大埔中心、大埔墟、廣福邨、獅子山隧道、九龍塘、油麻地、佐敦及尖沙咀。
271B
- 大埔（富亨） ↔ 佐敦（西九龍站）

於2017年2月27日投入服務，起訖點、途經與走線跟主線相同，但於獅子山隧道至廣福邨之間途經白石角及香港科學園。只於平日繁忙時間提供服務。
271X
- 佐敦（西九龍站） → 大埔（富亨）

於2017年2月27日投入服務，起訖點跟主線相同，但於油麻地至吐露港公路之間取道青沙公路，只於平日下午繁忙時間提供服務。

### 九龍巴士272P線
- 大埔（富亨） ↔ 葵興站

於1995年5月1日投入服務，途經富善邨巴士總站、大埔中心巴士總站、大埔墟、新達廣場、廣福邨、白石角、香港科學園、大埔公路－沙田段、青沙公路、長沙灣、美孚及葵芳，只於平日繁忙時間服務。

### 九龍巴士N271線
- 富亨 ↔ 紅磡站

於1994年7月24日投入服務，1996年5月1日改稱N271線，途經富善邨巴士總站、大埔中心巴士總站、大埔墟、新達廣場、禾輋邨、瀝源邨、沙田市中心巴士總站、獅子山隧道、九龍塘、旺角、油麻地、佐敦、尖沙咀及尖沙咀東，只於深宵時段提供服務。

### 九龍巴士R271線
- 大埔（富亨）→ 尖沙咀（麼地道）

## 途經路線資料

### 九龍巴士271S線
- 紅磡站 → 大埔（太和）

於2017年12月11日投入服務，途經尖沙咀東、尖沙咀、佐敦、油麻地、旺角、獅子山隧道及大埔墟，只於深宵時段提供服務。

### 九龍巴士271R線
- 香港體育館 → 大埔（太和）

### 過海隧道巴士307A線
- 大埔頭 → 上環

於2011年7月25日投入服務，取代原先307線由運頭塘邨巴士總站開出的特別班次，途經此總站、新興花園、大老山隧道、東區海底隧道、東區走廊、灣仔、金鐘、中環，只於平日早上繁忙時間開出兩班。除大埔區內，走線和停站大致跟307線相同，但以上環德輔道中近永吉街為終站。

### 龍運巴士A47X、NA47線
A47X
- 大埔（太和） ↔ 機場（地面運輸中心）

於2016年8月20日投入服務，2017年1月27日以此處為總站，2023年8月13日起延長至太和，途經富蝶邨、富亨邨、大埔中心、大埔墟站、廣福邨、吐露港公路、青沙公路、昂船洲大橋、青嶼幹線、國泰城及一號客運大樓。
NA47
- 大埔（太和） ↔ 港珠澳大橋香港口岸（經機場客運大樓）

於2017年4月8日投入服務，2023年8月13日起延長至太和，途經富蝶邨、富亨邨、大埔中心、大埔墟站、廣福邨、白石角、香港科學園、青沙公路、昂船洲大橋、青嶼幹線、國泰城及一號客運大樓，只於深宵時段提供服務。

## 車坑分佈
| 車坑分佈（以入口最左邊起計） | 車坑分佈（以入口最左邊起計） | 車坑分佈（以入口最左邊起計） |
| 車坑編號                     | 車坑數目                     | 路線                         |
| ---------------------------- | ---------------------------- | ---------------------------- |
|                              | 離站通道                     | 龍運巴士A47X、NA47線         |
| 1                            | 雙坑                         | 九龍巴士71A線                |
| 2                            | 單坑                         | 九龍巴士71B線                |
| 3                            | 單坑                         | 過海隧道巴士307A線           |
| 4                            | 單坑                         | 九龍巴士271S、272P、N271線   |
| 5                            | 單坑                         | 九龍巴士271、271B線          |
| 6                            | 單坑                         | 的士站                       |

## 外部連結
- 九巴（页面存档备份，存于）
- 富亨邨巴士總站（页面存档备份，存于），城巴／新巴